# Nayland-with-Wissington
Nayland-with-Wissington är en civil parish i Babergh i Suffolk i England. Den har 1 163 invånare (2011). De två största orterna är Nayland och Wissington.